# Shiso (Hyogo)
Shiso (Japans: 宍粟市, Shisō-shi) is een stad in de prefectuur Hyogo, Japan. Begin 2014 telde de stad 39.072 inwoners.

## Geschiedenis
Op 1 april 2005 werd Shiso benoemd tot stad (shi). De stad ontstond die dag door het samenvoegen van de gemeenten Chikusa (千種町), Haga (波賀町), Ichinomiya (一宮町) en Yamasaki (山崎町).

## Partnersteden
- Sequim, Verenigde Staten

Steden:
Aioi · Akashi · Ako · Amagasaki · Asago · Ashiya · Awaji · Himeji · Itami · Kakogawa · Kasai · Kato · Kawanishi · Kobe (hoofdstad) · Miki · Minamiawaji · Nishinomiya · Nishiwaki · Ono · Sanda · Sasayama · Shiso · Sumoto · Takarazuka · Takasago · Tamba · Tatsuno · Toyooka · Yabu

Districten:
Ako · Ibo · Kako · Kanzaki · Kawabe · Mikata · Sayo · Taka
Gemeenten per district